# Montecorto
Montecorto é um município da Espanha na província de Málaga, comunidade autónoma da Andaluzia, de área 48,05 km² com população de 630 habitantes (2017) e densidade populacional de 13,11 hab/km².
O município foi criado em 17 de outubro de 2014 por separação do município de Ronda, sendo o número 102 da província de Málaga. Desde 2002 já gozava de certa autonomia segundo o regime de entidade local autónoma.